# Temporada da CART World Series de 1990
A Temporada da CART World Series de 1990 foi a décima segunda da história da categoria. O vencedor foi Al Unser, Jr., da Galles-Kraco Racing. Eddie Cheever, da Chip Ganassi Racing, conquistou o prêmio de melhor estreante do campeonato.
O holandês Arie Luyendyk, da equipe Doug Shierson Racing, foi o vencedor das 500 milhas de Indianápolis, que mais uma vez foi sancionado pela United States Auto Club, mas contou com o campeonato de pontos da CART. Foi a edição mais rápida na história da prova, até as 500 Milhas de 2013. Al Unser Jr. venceu um total de 6 corridas, uma pole-position. e teve um total de 10 pódios ao final do campeonato. Ele terminou em 4º na Indy, e ganhou sua primeira corrida oval uma semana depois, em Milwaukee. Ele também empatou um recorde na série ao vencer quatro corridas consecutivas durante um período entre julho e agosto.
Michael Andretti, da Newman/Haas Racing, era o concorrente mais próximo de Unser, vencendo 5 corridas e 4 poles. Na segunda e última corrida da temporada em Nazareth, Unser abandonou, dando a Andretti uma enorme oportunidade para encostar no campeonato. O filho de Mario Andretti conseguiu apenas um 6º lugar e não conseguiu aproveitar o azar de Unser, que deixou Nazareth com uma vantagem de 27 pontos, o suficiente para conquistar o campeonato, independentemente dos resultados no final da temporada em Laguna Seca. Em 1990, a equipe de Bobby Rahal, de propriedade de Maurice Kranes, fundiu-se com a de Rick Galles e tornou-se um esforço de dois carros conhecido como Galles-Kraco Racing. Al Unser Jr. e Rahal se tornaram companheiros de equipe, e Rahal usou o motor Chevy Ilmor V-8 pela primeira vez. Apesar do upgrade nos equipamentos, Rahal sofreu uma temporada de quebras, terminando em segundo lugar cinco vezes, incluindo vice-campeonatos tanto na Indy 500 quanto na Michigan 500. Apesar de ter terminado 14 corridas, foi a primeira temporada de Sua carreira na IndyCar não conseguiu vencer nenhuma corrida, e ele conseguiu apenas um 4º lugar na classificação final do campeonato. Outras mudanças de equipes e pilotos para 1990 incluíram mudanças na Penske e Patrick. Emerson Fittipaldi deixou a Patrick para se juntar à Penske, e a Patrick Racing original transferiu a propriedade para Chip Ganassi para se tornar a Chip Ganassi Racing. Pat Patrick voltou com uma nova equipe, assumindo o carro da Alfa Romeo na Indy.

## Equipes e pilotos
| Equipe                   | Chassis     | Motor          | Pneu     | No.   | Pilotos                | Corridas                                       |
| ------------------------ | ----------- | -------------- | -------- | ----- | ---------------------- | ---------------------------------------------- |
| Newman/Haas Racing       | Lola        | Chevrolet      | Goodyear | 3     | Michael Andretti       | Todas                                          |
| Newman/Haas Racing       | Lola        | Chevrolet      | Goodyear | 6     | Mario Andretti         | Todas                                          |
| Doug Shierson Racing     | Lola        | Judd           | Goodyear | 11/28 | Scott Goodyear         | Todas                                          |
| Doug Shierson Racing     | Lola        | Chevrolet      | Goodyear | 30    | Arie Luyendyk          | Todas                                          |
| Patrick Racing           | March/ Lola | Alfa Romeo     | Goodyear | 20    | Roberto Guerrero       | Todas (menos Toronto)                          |
| Patrick Racing           | March/ Lola | Alfa Romeo     | Goodyear | 40    | Al Unser               | 3, 10                                          |
| Porsche North America    | March       | Porsche        | Goodyear | 4     | Teo Fabi               | Todas                                          |
| Porsche North America    | March       | Porsche        | Goodyear | 41    | John Andretti          | Todas                                          |
| Team Penske              | Penske      | Chevrolet      | Goodyear | 1     | Emerson Fittipaldi     | Todas                                          |
| Team Penske              | Penske      | Chevrolet      | Goodyear | 2     | Rick Mears             | Todas                                          |
| Team Penske              | Penske      | Chevrolet      | Goodyear | 7     | Danny Sullivan         | Todas                                          |
| Galles-Kraco Racing      | Lola        | Chevrolet      | Goodyear | 5     | Al Unser, Jr.          | Todas                                          |
| Galles-Kraco Racing      | Lola        | Chevrolet      | Goodyear | 18    | Bobby Rahal            | Todas                                          |
| Truesports               | Lola        | Judd           | Goodyear | 8/19  | Raul Boesel            | Todas                                          |
| Truesports               | Lola        | Judd           | Goodyear | 21    | Geoff Brabham          | 3                                              |
| Chip Ganassi Racing      | Penske/Lola | Chevrolet      | Goodyear | 15/25 | Eddie Cheever          | Todas                                          |
| Leader Card Racing       | Lola        | Cosworth       | Goodyear | 29    | Pancho Carter          | 1, 3-10                                        |
| Leader Card Racing       | Lola        | Cosworth       | Goodyear | 29    | Wally Dallenbach, Jr.  | 11, 13, 16                                     |
| U.S. Engineering         | Lola        | Cosworth       | Goodyear | 44    | Jeff Wood              | 1, 3, 5, 7-11, 13-14, 16                       |
| Bettenhausen Motorsports | Lola        | Cosworth/Buick | Goodyear | 16    | Tony Bettenhausen, Jr. | Todas (menos Phoenix, Vancouver e Laguna Seca) |
| Bettenhausen Motorsports | Lola        | Cosworth/Buick | Goodyear | 16    | Guido Daccò            | 2                                              |
| Euromotorsport           | Lola        | Cosworth       | Goodyear | 50    | Guido Daccò            | 1                                              |
| Euromotorsport           | Lola        | Cosworth       | Goodyear | 50    | Mike Groff             | 3, 5-16                                        |
| Greenfield Engineering   | Lola        | Cosworth       | Goodyear | 42    | Michael Greenfield     | 4, 7-9, 11, 13-15                              |
| Team Menard              | Lola        | Buick          | Goodyear | 51/15 | Jim Crawford           | 1, 3                                           |
| Team Menard              | Lola        | Buick          | Goodyear | 51    | Gary Bettenhausen      | 3                                              |
| Arciero Racing           | Penske      | Buick/Cosworth | Goodyear | 12    | Randy Lewis            | Todas                                          |
| Arciero Racing           | Penske      | Buick/Cosworth | Goodyear | 24    | Steve Bren             | 2                                              |
| Arciero Racing           | Penske      | Buick/Cosworth | Goodyear | 24    | Buddy Lazier           | 10                                             |
| Arciero Racing           | Penske      | Buick/Cosworth | Goodyear | 8     | Rich Vogler            | 3                                              |
| Dick Simon Racing        | Lola        | Cosworth       | Goodyear | 10    | Hiro Matsushita        | 2, 5-6, 8, 11-16                               |
| Dick Simon Racing        | Lola        | Cosworth       | Goodyear | 22    | Scott Brayton          | Todas                                          |
| Dick Simon Racing        | Lola        | Cosworth       | Goodyear | 23/10 | Tero Palmroth          | 3, 6, 8, 10                                    |
| Dick Simon Racing        | Lola        | Cosworth       | Goodyear | 23    | Joe Sposato            | 16                                             |
| Dale Coyne Racing        | Lola        | Cosworth       | Goodyear | 19/39 | Dean Hall              | Todas (menos Nazareth)                         |
| Gohr Racing              | Lola        | Cosworth       | Goodyear | 56    | Rocky Moran            | 3                                              |
| Gohr Racing              | Lola        | Cosworth       | Goodyear | 56    | Jon Beekhuis           | 10                                             |
| Gohr Racing              | Lola        | Cosworth       | Goodyear | 56    | John Morton            | 6                                              |
| Gohr Racing              | Lola        | Cosworth       | Goodyear | 56    | Fulvio Ballabio        | 16                                             |
| A. J. Foyt Enterprises   | Lola        | Chevrolet      | Goodyear | 14    | A. J. Foyt             | Todas (menos Nazareth e Laguna Seca)           |
| A. J. Foyt Enterprises   | Lola        | Chevrolet      | Goodyear | 14    | Didier Theys           | 16                                             |
| Vince Granatelli Racing  | Lola/Penske | Buick          | Goodyear | 9/70  | Didier Theys           | 1-3, 5-9, 11-13                                |
| Vince Granatelli Racing  | Lola/Penske | Buick          | Goodyear | 11    | Kevin Cogan            | 3                                              |
| Vince Granatelli Racing  | Lola/Penske | Buick          | Goodyear | 9     | Tom Sneva              | 3                                              |
| Bayside Motorsports      | Lola        | Cosworth       | Goodyear | 86    | Dominic Dobson         | 1-3, 5-6, 8-9, 11-12, 14, 16                   |
| P. I. G. Racing          | Lola        | Judd           | Goodyear | 31    | Jon Beekhuis           | 2, 5, 9, 11-14, 16                             |
| Raynor Racing            | Lola        | Judd           | Goodyear | 25    | Willy T. Ribbs         | 2, 5, 8-9, 11-13, 16                           |
| Mann Motorsports         | Lola        | Buick          | Goodyear | 93    | John Paul, Jr.         | 3                                              |
| Hemelgarn Racing         | Lola        | Buick          | Goodyear | 71/81 | Billy Vukovich III     | 3, 10                                          |
| Hemelgarn Racing         | Lola        | Buick          | Goodyear | 71/91 | Buddy Lazier           | 3, 5-7, 9, 11-15                               |
| Kent Baker Racing        | Lola        | Buick          | Goodyear | 97    | Stan Fox               | 3                                              |
| Andale Racing            | Lola        | Buick          | Goodyear | 69    | Bernard Jourdain       | 3                                              |
| Burns Racing Team        | Lola        | Judd           | Goodyear | 66    | Guido Daccò            | 3                                              |
| TEAMKAR International    | Lola        | Cosworth       | Goodyear | 27/98 | Jeff Andretti          | 3-4                                            |
| TEAMKAR International    | Lola        | Cosworth       | Goodyear | 98    | Kenji Momota           | 3                                              |
| Conseco Racing           | Lola        | Cosworth       | Goodyear | 17    | Kevin Cogan            | 10                                             |
| Conseco Racing           | Lola        | Cosworth       | Goodyear | 17    | Johnny Rutherford      | 3                                              |
| Walther Motorsports      | Penske      | Cosworth       | Goodyear | 77    | Salt Walther           | 3, 10                                          |
| Nu-Tech Motorsports      | Lola        | Cosworth       | Goodyear | 33    | Guido Daccò            | 5, 9, 14-16                                    |
| Spirit of Vancouver      | Lola        | Cosworth       | Goodyear | 27    | Ross Bentley           | 12                                             |

## Classificação
| Pos. | Piloto                 | PHX | LBH | INDY | MIL | DET | POR | CLE | MEA | TOR | MIC | DEN | VAN | MDO | ROA | NAZ | LAG | Pts. |
| ---- | ---------------------- | --- | --- | ---- | --- | --- | --- | --- | --- | --- | --- | --- | --- | --- | --- | --- | --- | ---- |
| 1    | Al Unser, Jr.          | 3   | 1*  | 4    | 1   | 27  | 3   | 15* | 11  | 1*  | 1   | 1*  | 1*  | 3   | 4   | 16  | 2   | 210  |
| 2    | Michael Andretti       | 20  | 4   | 20   | 5*  | 1*  | 1*  | 25  | 1*  | 2   | 15  | 5   | 20  | 1*  | 1   | 5   | 3   | 181  |
| 3    | Rick Mears             | 1*  | 6   | 5    | 2   | 4   | 5   | 8   | 2   | 12  | 14  | 7   | 4   | 7   | 3   | 2   | 4   | 168  |
| 4    | Bobby Rahal            | 2   | 12  | 2    | 4   | 2   | 11  | 2   | 25  | 22  | 2   | 3   | 8   | 6   | 7   | 3   | 5   | 153  |
| 5    | Emerson Fittipaldi     | 5   | 2   | 3*   | 3   | 7   | 9   | 3   | 6   | 20  | 17* | 18  | 6   | 12  | 2   | 1*  | 6   | 144  |
| 6    | Danny Sullivan         | 6   | 3   | 32   | 8   | 14  | 4   | 1   | 14  | 4   | 21  | 2   | 2   | 5   | 16* | 18  | 1*  | 139  |
| 7    | Mario Andretti         | 4   | 5   | 27   | 21  | 25  | 2   | 4   | 24  | 6   | 3   | 4   | 3   | 2   | 5   | 4   | 26  | 136  |
| 8    | Arie Luyendyk          | 9   | 7   | 1    | 19  | 5   | 6   | 6   | 4   | 5   | 19  | 13  | 26  | 21  | 6   | 17  | 9   | 90   |
| 9    | Eddie Cheever RY       | 7   | 13  | 8    | 11  | 3   | 19  | 16  | 21  | 3   | 4   | 20  | 14  | 4   | 9   | 6   | 10  | 80   |
| 10   | John Andretti          | 17  | 21  | 21   | 7   | 22  | 21  | 5   | 7   | 13  | 7   | 6   | 5   | 13  | 22  | 19  | 8   | 51   |
| 11   | A. J. Foyt             | 22  | 24  | 6    | 9   | 17  | 10  | 7   | 5   | 16  | 6   | 10  | 13  | 15  | 20  |     |     | 42   |
| 12   | Raul Boesel            | 18  | 8   | 28   | 6   | 6   | 18  | 20  | 13  | 10  | 9   | 28  | 19  | 9   | 10  | 8   | 11  | 42   |
| 13   | Scott Goodyear         | 10  | 17  | 10   | 10  | 8   | 22  | 18  | 17  | 9   | 10  | 8   | 7   | 22  | 12  | 10  | 14  | 36   |
| 14   | Teo Fabi               | 24  | 10  | 18   | 12  | 24  | 7   | 13  | 3   | 15  | 24  | 27  | 16  | 19  | 25  | 11  | 7   | 33   |
| 15   | Scott Brayton          | 13  | 9   | 7    | 20  | 10  | 25  | 22  | 9   | 14  | 16  | 12  | 9   | 8   | 13  | 12  | 24  | 28   |
| 16   | Roberto Guerrero       | 16  | 14  | 23   | 18  | 21  | 8   | 19  | 15  |     | 5   | 17  | 24  | 26  | 8   | 9   | 18  | 24   |
| 17   | Mike Groff R           |     |     | DNQ  |     | 15  | 23  | 9   | 26  | 11  | 11  | 14  | 22  | 10  | 17  | 7   | 15  | 17   |
| 18   | Didier Theys           | 14  | 11  | 11   |     | 13  | 20  | 23  | 28  | 7   |     | 9   | 25  | 16  |     |     | 12  | 15   |
| 19   | Dominic Dobson         | 23  | 15  | 22   |     | 26  | 24  |     | 8   | 8   |     | 25  | 11  |     | 19  |     | 20  | 12   |
| 20   | Pancho Carter          | 8   |     | 29   | 15  | 9   | 15  | 14  | 18  | 18  | 18  |     |     |     |     |     |     | 9    |
| 21   | Jon Beekhuis           |     | 16  |      |     | 18  |     |     |     | 25  | 8   | 22  | 21  | 24  | 11  |     | 27  | 7    |
| 22   | Jeff Wood              | 11  |     | DNQ  |     | 11  |     | 10  | 20  | 24  | 25  | 19  |     | 14  | 23  |     | 19  | 7    |
| 23   | Kevin Cogan            |     |     | 9    |     |     |     |     |     |     | 20  |     |     |     |     |     |     | 4    |
| 24   | Tony Bettenhausen, Jr. |     | DNQ | 26   | 13  | 16  | 17  | 12  | 10  | 26  | 22  | 24  |     | 20  | DNS | 22  |     | 4    |
| 25   | Dean Hall R            | 15  | 18  | 17   | 16  | 23  | 14  | 11  | 19  | 19  | 23  | 23  | 15  | 11  | 15  |     | 21  | 4    |
| 26   | Willy T. Ribbs R       |     | 20  |      |     | 20  |     |     | 23  | 27  |     | 26  | 10  | 27  |     |     | 13  | 3    |
| 27   | Wally Dallenbach, Jr.  |     |     |      |     |     |     |     |     |     |     | 11  |     | 18  |     |     | 25  | 2    |
| 28   | Randy Lewis            | 21  | 22  | 14   | 14  | 12  | 16  | 21  | 22  | 17  | 12  | 16  | 17  | 28  | 21  | 20  | 22  | 2    |
| 29   | Guido Daccò            | 12  | 23  | DNQ  |     | DNQ |     |     |     | 23  |     |     |     |     | 14  | 13  | 16  | 1    |
| 30   | Buddy Lazier R         |     |     | DNQ  |     | DNQ | 13  | 24  |     | DNS | 26  | DNQ | 12  | 23  | DNS | 14  |     | 1    |
| 31   | Hiro Matsushita R      |     | 19  | DNQ  |     | 19  | 12  |     | 16  |     |     | 15  | 23  | 17  | 18  | 21  | 23  | 1    |
| 32   | Michael Greenfield R   |     |     |      | DNS |     |     | 17  | 12  | 21  |     | 21  |     | 25  | 24  | 15  |     | 1    |
| 33   | Tero Palmroth          |     |     | 12   |     | 28  |     |     | 27  |     | DNS |     |     |     |     |     |     | 1    |
| 34   | Billy Vukovich III     |     |     | 24   |     |     |     |     |     |     | 13  |     |     |     |     |     |     | 0    |
| 35   | Al Unser               |     |     | 13   |     |     |     |     |     |     | DNS |     |     |     |     |     |     | 0    |
| 36   | Jim Crawford           | 19  |     | 15   |     |     |     |     |     |     |     |     |     |     |     |     |     | 0    |
| 37   | John Paul, Jr.         |     |     | 16   |     |     |     |     |     |     |     |     |     |     |     |     |     | 0    |
| 38   | Jeff Andretti R        |     |     | DNQ  | 17  |     |     |     |     |     |     |     |     |     |     |     |     | 0    |
| 39   | Joe Sposato R          |     |     |      |     |     |     |     |     |     |     |     |     |     |     |     | 17  | 0    |
| 40   | Ross Bentley R         |     |     |      |     |     |     |     |     |     |     |     | 18  |     |     |     |     | 0    |
| 41   | Geoff Brabham          |     |     | 19   |     |     |     |     |     |     |     |     |     |     |     |     |     | 0    |
| 42   | Steve Bren             |     | 25  |      |     |     |     |     |     |     |     |     |     |     |     |     |     | 0    |
| 43   | Rocky Moran            |     |     | 25   |     |     |     |     |     |     |     |     |     |     |     |     |     | 0    |
| 44   | Tom Sneva              |     |     | 30   |     |     |     |     |     |     |     |     |     |     |     |     |     | 0    |
| 45   | Gary Bettenhausen      |     |     | 31   |     |     |     |     |     |     |     |     |     |     |     |     |     | 0    |
| 46   | Stan Fox               |     |     | 33   |     |     |     |     |     |     |     |     |     |     |     |     |     | 0    |
| -    | Fulvio Ballabio        |     |     |      |     |     |     |     |     |     |     |     |     |     |     |     | DNQ | 0    |
| -    | Steve Barclay          |     |     | DNQ  |     |     |     |     |     |     |     |     |     |     |     |     |     | 0    |
| -    | Steve Chassey          |     |     | DNQ  |     |     |     |     |     |     |     |     |     |     |     |     |     | 0    |
| -    | Bernard Jourdain       |     |     | DNQ  |     |     |     |     |     |     |     |     |     |     |     |     |     | 0    |
| -    | Kenji Momota           |     |     | DNQ  |     |     |     |     |     |     |     |     |     |     |     |     |     | 0    |
| -    | John Morton            |     |     |      |     | DNQ |     |     |     |     |     |     |     |     |     |     |     | 0    |
| -    | Johnny Rutherford      |     |     | DNQ  |     |     |     |     |     |     |     |     |     |     |     |     |     | 0    |
| -    | George Snider          |     |     | DNQ  |     |     |     |     |     |     |     |     |     |     |     |     |     | 0    |
| -    | Rich Vogler            |     |     | DNQ  |     |     |     |     |     |     |     |     |     |     |     |     |     | 0    |
| -    | Salt Walther           |     |     | DNQ  |     |     |     |     |     |     | DNS |     |     |     |     |     |     | 0    |
| Pos. | Piloto                 | PHX | LBH | INDY | MIL | DET | POR | CLE | MEA | TOR | MIC | DEN | VAN | MDO | ROA | NAZ | LAG | Pts. |

| Cor         | Resultados                                  |
| ----------- | ------------------------------------------- |
| Ouro        | Vencedor                                    |
| Prata       | 2° lugar                                    |
| Bronze      | 3° lugar                                    |
| Verde       | 4°-6°                                       |
| Azul-claro  | 7°-12°                                      |
| Roxo escuro | Completou a corrida (fora dos 12 primeiros) |
| Roxo claro  | Não completou a corrida                     |
| Vermelho    | Não se classificou (DNQ)                    |
| Marrom      | Retirou-se da corrida (Wth)                 |
| Preto       | Desclassificado (DSQ)                       |
| Branco      | Não largou (DNS)                            |
| Vazio       | Não participou                              |

| '       |                     |
| Negrito | Pole position       |
| Italico | Volta mais rápida   |
| *       | Liderou mais voltas |
| RY      | Rookie do Ano       |
| R       | Rookie              |

| Cor         | Resultados                                  |
| ----------- | ------------------------------------------- |
| Ouro        | Vencedor                                    |
| Prata       | 2° lugar                                    |
| Bronze      | 3° lugar                                    |
| Verde       | 4°-6°                                       |
| Azul-claro  | 7°-12°                                      |
| Roxo escuro | Completou a corrida (fora dos 12 primeiros) |
| Roxo claro  | Não completou a corrida                     |
| Vermelho    | Não se classificou (DNQ)                    |
| Marrom      | Retirou-se da corrida (Wth)                 |
| Preto       | Desclassificado (DSQ)                       |
| Branco      | Não largou (DNS)                            |
| Vazio       | Não participou                              |

| '       |                     |
| Negrito | Pole position       |
| Italico | Volta mais rápida   |
| *       | Liderou mais voltas |
| RY      | Rookie do Ano       |
| R       | Rookie              |